# Phyllolobium siccaneum
Phyllolobium siccaneum är en ärtväxtart som först beskrevs av Pei Chun Qiong Li, och fick sitt nu gällande namn av M.L.Zhang och Dieter Podlech. Phyllolobium siccaneum ingår i släktet Phyllolobium och familjen ärtväxter. Inga underarter finns listade i Catalogue of Life.